# مهدی

نام مهدی در مسجد النبی

مَهدی (در لغت به معنی «رهیافته، هدایت‌شده») به باور مسلمانان، منجی موعود و اعاده‌کنندهٔ دین و عدالت است که در زمان فرمانروایی او مردم در آرامش بوده و به یکدیگر نیکوکاری می‌کنند تا جایی که در پی تهیدستی می‌گردند که به او کمک کنند ولی کسی را نمی‌یابند و عمر مردم بسیار طولانی می‌شود و زمین را از ظلم و جور پاک خواهد کرد. مهدی در تشیع دوازده‌امامی اشاره به حجت بن حسن، امام دوازدهم شیعیان، فرزند حسن عسکری دارد. در میان اهل سنت محدثان مشهوری احادیثی در مورد بشارت مهدی از پیامبر اسلام نقل کرده‌اند، اما مفهوم مهدی از مفاهیم اصلی اعتقادی اهل سنت نیست. از محدثان و علمای اهل سنت دیدگاه‌ها و حدیث‌های گوناگونی دربارهٔ مهدی بازگو شده‌است. در این روایات از عیسی مسیح، فرزندی از نسل حسن و حسین، فرزند حسن عسکری امام یازده شیعه به عنوان مهدی یاد شده‌است. در بین فرق اسلامی در طول تاریخ اسلام همچنین از افرادی مانند محمد حنفیه، موسی بن جعفر، حسن عسکری، حجت بن حسن، عیسی مسیح و میرزا غلام احمد و محمد احمد در سودان به عنوان مهدی نام برده شده‌است.

## پیرامون واژه
واژهٔ «مهدی» در قرآن به کار نرفته‌است. «مهدی» از ریشهٔ ه-د-ی است و به معنای هدایت شده یا هدایت شده توسط خدا می‌باشد. سابقهٔ استفاده از کلمهٔ مهدی قبل از ظهور اسلام وجود ندارد، به ویژه به معنای موعود جهانگشای عدل‌گستر. اما استفاده از این کلمه در زمان پیامبر اسلام و بعد از آن، در اشعار و متن‌های عرب بسیار دیده می‌شود. در شعری سعد بنی‌سلیم پس از ایمان به اسلام در مدح پیامبر اسلام چنین می‌سراید:
| الا یا رسول‌الله انک صادق |  | فبورکت مهدیا و بورکت هادیا |

مهدی به معنای «هدایت‌شده» در ابتدای اسلام در مفهوم منجی آخرالزمان به کار نمی‌رفته‌است. بسیاری از بزرگان صدر اسلام با این نام خوانده می‌شده‌اند، تنها لقبی بوده‌است که به‌خاطر آنکه درجه بزرگی معنوی آن‌ها نشان داده شد. افرادی مانند محمد، ابراهیم، علی، فاطمه، حسین بن علی و مهدی (خلیفه بنی عباس) در اوایل اسلام با این نام خوانده شده‌اند.

## منجی در دین‌های پیش از اسلام
در میان کتاب‌های عهد عتیق در کتاب دانیال که بعد از اسارت یهودیان در بابل نوشته شده‌است به منجی آخرالزمان اشاره شده‌است. عیسی بنا به نقل اناجیل از ظهور ناگهانی پسر انسان، بازگشت خود به هنگام انقضای عالم، بر قرار شدن عدالت در آن دوران و حتمی بودن حکومت عدل خبر داده‌است. پسر انسان تعبیری است که بر نجات‌دهندهٔ جهانی در انجیل به کار برده شده‌است. در نوشته‌های بین‌العهدین (فاصلهٔ زمانی کتاب دانیال تا زمان تدوین انجیل‌ها) مانند (خنوخ، ۱:۴۶–۳) به ظهور یک منجی در آخرالزمان اشاره می‌شود. از این منجی با نام‌هایی مانند «مسیحا»، «برگزیده»، «پرهیزگار»، «پسر انسان»، «پسر خدا»، و «انسان» یاد شده‌است. او وجودی ازلی است که پیش از خلق جهان، زمان ظهور و برنامهٔ او نزد خدا معلوم و مقرر بوده‌است.
در دین زردشت و در بندی از گاهان (یسن ۴۳، بند ۳) از مردی سخن گفته شده‌است که در آینده می‌آید و «راه نجات را می‌یابد». در گاهان چند بار واژهٔ سوشیانت به معنی سودبخش تکرار شده‌است که در ادبیات زردشتی متاخر به صورت سوشیانس درآمده و منجی نهایی زردشتی به‌شمار آمده‌است. در موردی نیز سخن از دین سوشیانت (سودبخش) است که بعدها در ادبیات زردشتی به صورت سوشیانس و منجی نهایی زردشتی درآمده‌است.

## شکل‌گیری مفهوم مهدی در اسلام
به گفتهٔ سعید امیر ارجمند، در اسلام ریشهٔ دیدگاه غیبت، به فرقه شیعه کیسانیه برمی‌گردد. فرقه‌ای که پس از سرکوب قیام مختار شکل گرفت. عقیدهٔ رایج در کوفه این بود که مهدی، از اهل بیت یا از نسل علی خواهد بود. به گفتهٔ مادلونگ حدیث منسوب به پیامبر که منجی هم‌نام و هم‌کنیه وی است، در همین زمان جعل شد، به طرفداری از محمد حنفیه. آنان محمد حنفیه فرزند علی، امام اول شیعیان را مهدی می‌دانستند و پس از فوت او چنین اعلام کردند که او نمرده‌است و در کوه رضوا در مدینه در غیبت به سر می‌برد و روزی به عنوان مهدی و قائم برمی‌گردد. از آنجایی که بیشتر این کیسانی‌ها ایرانیان تازه اسلام آورده بودند احتمالاً با باورهای زردشتی در مورد منجی آشنا بودند و قهرمانانی مانند گرشاسب که پس از بیداری از یک خواب طولانی اهریمنان را از زمین برمی‌چینند. به گفتهٔ ویلفرد مادلونگ، دیدگاه غیبت از کیسانیه وارد شیعه امامی شده‌است. در مقابل ویلفرد مادلونگ در دانشنامه اسلام، تأکید دارد دکترین غیبت پیش از غیبت امام دوازدهم به اندازه کافی به‌وسیلهٔ روایات ائمهٔ پیشین مورد تصدیق قرار گرفته‌است، طوری که پس از مرگ امام یازدهم اکثریت امامیه به وجود مهدی موعود عقیده داشتند. به‌علاوهٔ مادلونگ چندین محقق سنی مذهب را نام می‌برد که اعتقادات مشابهی دارند. همچنین در حدیثی که هم شیعه و هم اهل سنت اعتبارش را تأیید می‌کنند، محمد گفته‌است: «اگر تنها یک روز از عمر زمین باقی باشد، خداوند آن روز را آنقدر طولانی خواهد کرد تا خداوند مردی از خاندان من خواهد فرستاد که همنام من است. او زمین را را از عدالت پر خواهد کرد همان‌طور که از بی عدالتی پر شده‌است.»بنوشته محمد امیر معزی، استاد فقه اسلامی، بسیاری از دکترین اسلام در مورد منجی، ظهور منجی و غیبت و نشانه‌های آن؛ مدیون ادیان پیشین مانند مانویت، دین زردشت، یهودیت و مسیحیت است. بنوشته تیموتی فرنیش اعتقاد به مهدی در نزد مسلمانان ریشه در آموزه‌های دین زردشت، مسیحیت و یهودیت دارد.
اولین انتشار ایده فرقهٔ کیسانیه را می‌توان در قیام یک رهبر منجی‌گونهٔ یهودی ملقب به راعی (چوپان) در اصفهان در حوالی سال ۱۰۰ هجری (۷۱۸–۷۱۹ میلادی) دانست. هنگامی که او توسط عوامل خلیفه در دمشق زندانی شد، چنین ادعا شد که به غیبت رفته‌است. در حوالی سال‌های ۷۴۷ تا ۷۴۹ میلادی عبدلله بن معاویه جمع کثیری از کیسانی‌ها را در اصفهان و فارس رهبری نمود و سه سال بر این مناطق حکمرانی کرد. هنگامی که او در زندان ابومسلم خراسانی کشته شد، پیروانش چنین گفتند که او به غیبت رفته‌است و در کوه‌های اصفهان زنده است. بسیاری از احادیثی که در کتاب‌هایی مانند شیخ طوسی و مجلسی ثبت شده‌اند و به غلط محل رضوا را این سرزمین (فارس) می‌نامند ریشه در این زمان دارد. هنگامی که داعی دیگری ده سال بعد توسط عباسیان در ری کشته شد. ادعا شد که او در کوه‌های ری به غیبت رفته‌است.
به گفتهٔ اف. ای. پیترز، استاد تاریخ دانشگاه نیویورک، هر دو گروه شیعه و سنی به عباسیون برای تغییر وضعیت دل بسته بودند، اما عباسیون هر دو گروه را ناامید کردند. شیعه و سنی ناامید به‌ایدهٔ مهدی، منجی آخر الزمانه‌ای در این زمان روی آوردند. شیعیان به‌طور طبیعی گزینهٔ خود برای مهدی را داشتند که فرزندان علی بود. اما اهل سنت چنین گزینه‌ای نداشتند. در ابتدا عیسی به عنوان نجات‌بخش آخر زمان مطرح بود. اما به مرور زمان به جای شخصیت ابهام‌آلود عیسی، شخصیت‌های تاریخی‌تری برای مهدی در نظر گرفته شد؛ یعنی به مرور در کنار ایدهٔ اولیه عیسی به عنوان منجی آخر الزمان، در دیدگاه مسلمانان اهل سنت، مهدی همراه با عیسی ظهور می‌کرد یا خود منجی آخر الزمان بود.

## مهدی در نزد فرقه‌های اسلامی

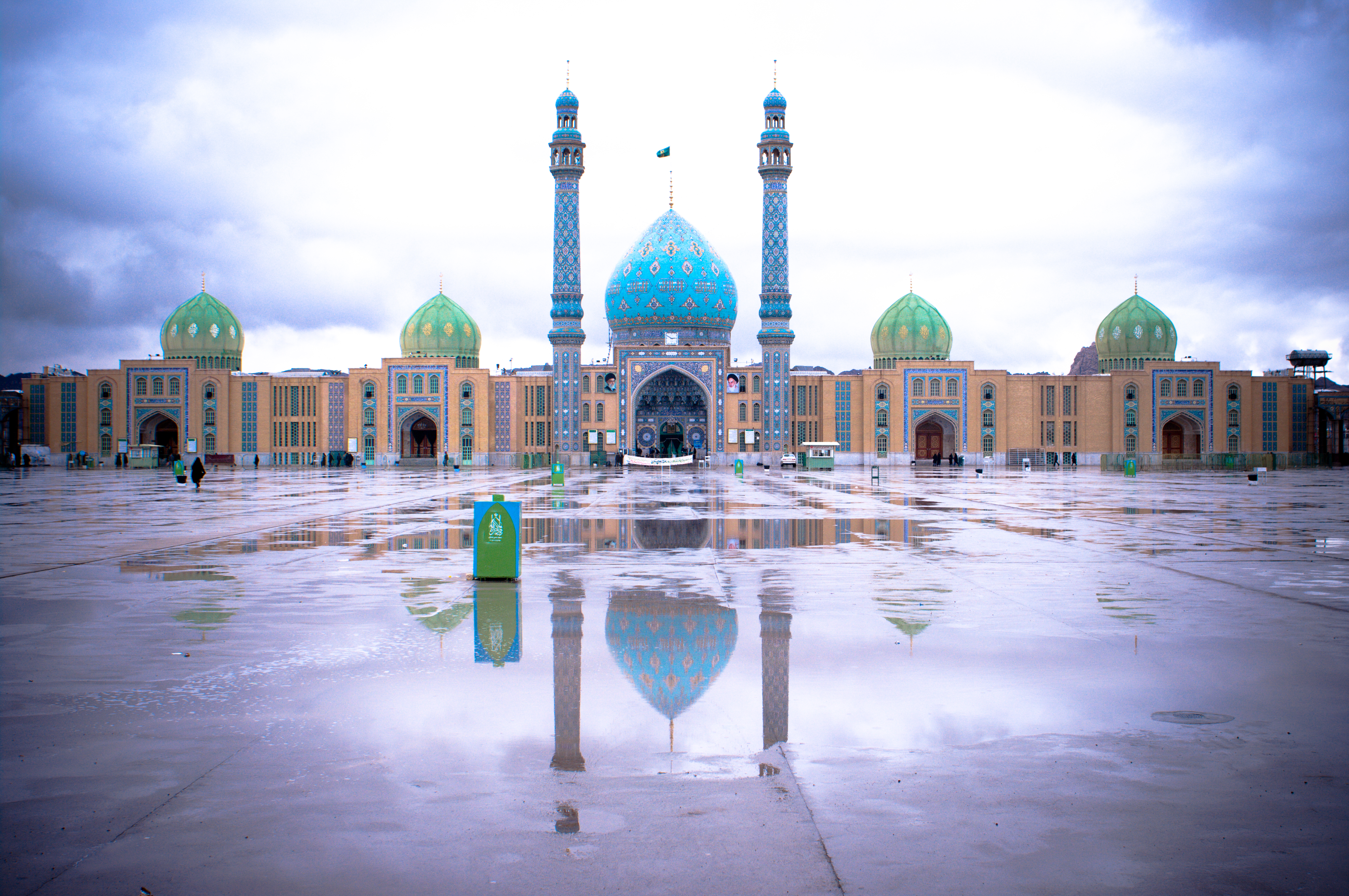
مسجد جمکران محلی که بسیاری از شیعیان معتقدند به خواست حجه ابن الحسن بنا شده‌است و مورد توجه وی می‌باشد.

### مهدی در نزد شیعیان اسماعیلی و زیدی
از اتفاقاتی که باعث بسط ایده مهدی شد فوت ناگهانی اسماعیل فرزند جعفر صادق امام ششم شیعیان به سال ۷۶۲ میلادی که به عقیدهٔ شیعیان اسماعیلی پیشتر امام هفتم شیعه تعیین شده‌بود. هرچند اکثر شیعیان گرد فرزند دیگر جعفر صادق، موسی کاظم، گرد آمدند اقلیتی از شیعیان مرگ اسماعیل را نپذیرفتند و ادعا کردند که اسماعیل هنوز زنده‌است و در غیبت به سر می‌رود. به باور آنان اسماعیل همان امام غایب است. با ظهور خلفای فاطمی در مصر با استناد به احادیثی که توسط اسماعیلیه و سایر منابع نقل شده بود. مهدی به اولین خلیفه فاطمی و جانشینانش نسبت داده شد. در عین حال اسماعیلیان الموت انتظار دارند که در آخرالزمان امام هفتم اسماعیلیان تحت نام قائم آل محمد ظهور کند.

### مهدی در نزد شیعیان زیدی
زیدیان اعتقادی به غیبت ندارند و نزد ایشان هر کسی که از فرزندان حسن یا حسین باشد می‌تواند به امامت برسد. به عقیده آنان امام باید همواره در جامعه حاضر باشد تا برابر ظلم و بی‌عدالتی قیام کند و حکومت کند و عدل را جاری سازد.
در شیعه زیدی که برای امام‌ها قدرت فوق انسانی قائل نیستند، اعتقاد به مهدی بسیار کمرنگ است. در طول تاریخ افرادی مهدی پنداشته‌شدند یا ادعا شده‌است که زنده‌اند و به غیبت رفته‌اند. از جمله حسین بن قاسم عیانی، امام زیدیه(۴۰۱–۴۰۳ هجری قمری)، در یمن توسط گروهی از زیدیه که به حسینیه معروف شدند. اما این اعتقاد در مورد این افراد از سوی اکثریت زیدیه به رسمیت شناخته‌نشده‌است.

### مهدی در نزد شیعه دوازده امامی

#### دیدگاه اعتقادی شیعیان دوازده امامی
بنابر اعتقاد شیعیانِ دوازده‌امامی حجت بن الحسن فرزند حسن عسکری (امام یازدهم شیعیان) همان مهدی موعود است. او در نیمهٔ شعبان سال ۲۵۵ یا ۲۵۶ ه‍.ق در سامرا به دنیا آمده و در پنج سالگی و پس از مرگ پدرش به امامت رسیده و از منظر مردم غیب شده‌است. همچنین، به اعتقاد آنان پیامبر اسلام در خطبه خود در روز غدیر خم به آمدن مهدی اشاره کرده‌است.

#### دیدگاه تاریخی
هنگامی که موسی کاظم، امام هفتم شیعه درگذشت، گروهی پیروانی از او که به واقفیه موسوم شدند، مرگ موسی کاظم را نفی می‌کردند. واقفیه ادعا می‌کردند که موسی کاظم همان قائم و مهدی است و به غیبت رفته‌است. واقفیه به دو دوره غیبت قائل بودند. یک دوره غیبت صغری و بعد از آن یک دوره غیبت طولانی که به ظهور موسی کاظم منتهی می‌شود. به نوشته امیر ارجمند ریشه اعتقاد به دو دوره غیبت را می‌توان در دو دوره زندانی شدن موسی کاظم جستجو نمود.
پس از فوت حسن عسکری امام یازدهم شیعه، سال‌ها سردرگمی بزرگی برای نیم قرن در بین پیروان آن‌ها پدید آمد که نویسندگان شیعه از آن تحت عنوان دوران حیرت نام می‌برند. در میان پیروان امامان شیعه بر سر سرنوشت اسرار آمیز فرزندی که برای حسن عسکری قائل بودند اختلاف بزرگی پدید آمد. گروهی از شیعیان چنین می‌پنداشتند که حسن عسکری اصولاً فرزندی نداشته‌است و گروهی می‌گفتند حسن عسکری امام بدون فرزندی است که نمرده‌است و حسن عسکری همان مهدی غایب است که دارای دو دوره غیبت است. گروه دیگری عنوان می‌کردند که فرزند حسن عسکری پیش از فوت پدر در گذشته‌است. تنها گروهی که در آن زمان در اقلیت کوچکی بودند که اعتقاد داشتند که فرزند حسن عسکری همان مهدی است و در غیبت به‌سر می‌برد و در آخر الزمان ظهور خواهد کرد. دیدگاه این گروه به مرور به دیدگاه تمامی شیعیانی تبدیل شد که شیعیان دوازده امامی فعلی می‌باشند.
پذیرفته شدن این دیدگاه توسط شیعه حاصل کوشش‌های شماری از اندیشمندان شیعه امامی و محدثانی مانند نوبختی، ابو جعفر ابن کعبه، کلینی، نعمانی و به‌خصوص ابن بابویه اثر ارزنده او کمال الدین-معمار نظریه امام غایب و دوران غیبت و ظهور منجی بخش اما غائب - بود.
دکترین مهدی در بین شیعه دوازده امامی بیش از همه مذاهب توسعه پیدا کرد. در طی قرن‌ها علمای شیعه متعددی بوده‌اند که ظهور قریب‌الوقوع مهدی را پیش‌بینی نموده‌اند که طبق اعتقادات شیعه همراه با جنگ‌های داخلی، پیغمبران دروغی و زلزله‌است.

### مهدی در دیدگاه اهل سنت

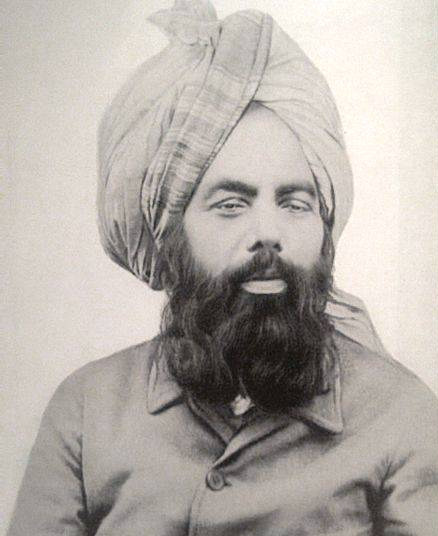
میرزا غلام احمد مهدی موعود جماعت احمدیه

بنوشته رضا اصلان با توسعه دکترین مهدی در نزد شیعیان فقه سنت سعی نمود تا از اعتقاد به مهدی فاصله بگیرند. بنوشته مادلونگ با وجود حمایت از اعتقاد به مهدی توسط بعضی محدثین مهم اهل سنت، اعتقاد به مهدی هیچگاه به عنوان مبانی اصلی فقه اهل سنت در نیامده‌است. در اعتقادات اهل سنت به مهدی اشاره شده‌است، ولی به صورت نادر. بسیاری از علمای مشهور اهل سنت مانند محمد غزالی از بحث کردن در مورد این موضوع اجتناب کرده‌اند. البته به گفته مادلونگ این اجتناب کمتر بخاطر عدم اعتقاد به مهدی و بیشتر (بگفته رضا اصلان بخشی) بخاطر برنینگیختن شورش‌ها و جنبش‌های اجتماعی بوده‌است. موارد استثنایی مانند ابن خلدون در کتاب مقدمه وجود دارد که آشکارا با اعتقاد به مهدی مخالفت می‌کند و تمام احادیث مربوط به مهدی را ساختگی می‌داند. در میان محدثین و علمایی که به مهدی پرداخته‌اند. دیدگاه‌های مختلفی وجود دارد. در احادیثی در کتاب‌های اهل سنت مهدی همان عیسی مسیح است، در روایاتی دیگر حرفی از هویت فرد نیست. یا گفته شده‌است که به همراه عیسی قیام می‌کند. همچنین مهدی از نسل حسین، نسل حسن یا فرزند حسن عسکری امام یازدهم شیعیان ذکر شده‌است. در طول تاریخ تا عصر حاضر اهل سنت مناظرات عمیقی بین علمای اهل سنت در مورد نقش منجی‌گونه مهدی و نقش سیاسی او وجود داشته‌است.
اما بنوشته سید حسین نصر، اهل سنت معتقدند که مهدی از خاندان پیامبر اسلام با نام «محمد» است و در آخرالزمان به همراه عیسی ظهور می‌کند. وی همچین می‌نویسد که اعتقاد به آمدن مهدی در بین مسلمانان آنچنان قوی است که در طول تاریخ، به خصوص در زمان‌های فشار و سختی، باعث ظهور مدعیان مهدویت شده‌است. همچنین نویسندگان اهل سنت معاصری مانند عبدالمحسن بن حمد العباد، محمد علی الصابونی، عبدالعزیز بن باز در کتاب‌ها و سخنرانی‌های خود به حدیث‌های منسوب به پیامبر اسلام در مورد مهدی و منجی آخر زمان اشاره کرده‌اند و این احادیث را متواتر دانسته‌اند.
بنوشته دنیس اسپیلبرگ مفهوم مهدی هر چند از اعتقادات اصلی اهل سنت نیست ولی در طول تاریخ مورد توجه اهل سنت بوده‌است.
در سال ۱۸۸۱ محمد احمد در سودان ادعا نمود که مهدی می‌باشد و قیامی را آغاز نمود که تنها در سال ۱۸۹۸ توسط نیروهای بریتانیا سرکوب شد. اعتقاد به مهدویت محرک قیام‌هایی در غرب و شمال آفریقا در قرن نوزدهم بود. در سال ۱۸۴۹ بو زیان قیامی را در الجزایر علیه نظام مالیاتی فرانسویان و اشغال کشورش توسط فرانسویان تحت نام مهدی رهبری نمود.

## مسائل امروزی
هر سال ده‌ها هزار از شیعیان به مسجد جمکران در منطقه جمکران قم و در ۷۵ مایلی تهران می‌روند. در دوران ریاست جمهوری محمود احمدی‌نژاد، او عنوان می‌کرد که امام مهدی فعالیت‌های روزانه دولت او را حمایت می‌کند و به او در مواجهه با فشارهای بین‌المللی کمک می‌نماید. یا در سخنرانی دیگری عنوان نمود که دلیل حمله آمریکا به عراق این بوده‌است که آن‌ها دریافته بودند که امام زمان قرار است که در عراق ظهور کند. این اظهار نظرهای احمدی‌نژاد با انتقادهای زیادی از جانب منتقدان وی و روحانیان شیعه مواجه شده‌است.

## افرادی که ادعای مهدی بودن کرده‌اند

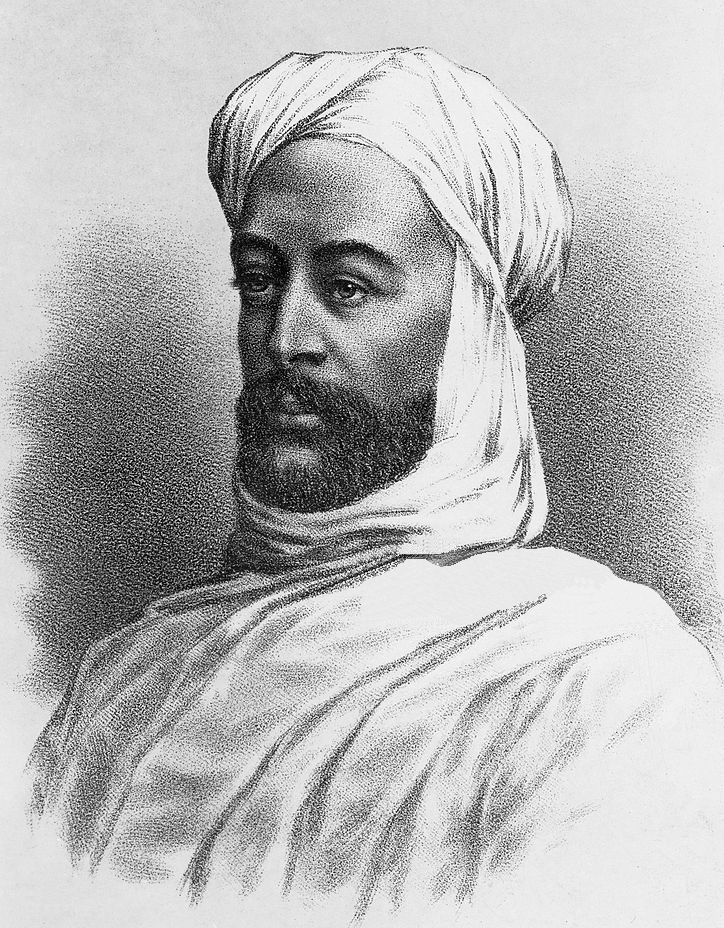
محمد احمد

- محمد احمد: یا محمد احمد بن عبدالله یا محمد احمد سودانی متولد ۱۲ اوت ۱۸۴۴ رهبر مذهبی طریفت سامانیه بود که در ۲۹ ژوئن ۱۸۸۱ ادعا نمود که مهدی است. او شورش موفقی را علیه حکومت مصر و عثمانی در سودان شروع کرد. در سال ۱۸۸۵ او موفق شد که خارطوم پایتخت فعلی سودان را به تصرف خود درآورد. او مدتی بعد در ۲۲ ژوئن ۱۸۸۵ درگذشت.[۳۹]
- سید علی محمد باب بنیان‌گذار مذهب بابیت که در سال ۱۸۴۴ میلادی یا ۱۲۶۰ هجری قمری ادعای مهدی بودن کرد. او بعدها در شهر تبریز تیرباران شد.[۴۰]
- محمد امزیان (فوت ۱۸۷۹) در شمال آفریقا[۴۱]
- محمت (فوت ۱۹۳۰) در ترکیه[۴۱]
- محمد قحطانی (فوت ۱۹۷۹) در عربستان سعودی[۴۱]
- احمد بارِلوی (فوت ۱۸۳۱) در هند[۴۱]

## مهدی در آثار و منابع غربی
مهدی و مهدویت در منابع و آثار غرب نیز دیده شده‌است. به‌طور نمونه می‌توان به سری کتب نوشته فرانک هربرت اشاره کرد که در دهه هزار و نهصد و شصت میلادی عرضه گردیدند. این کتب به حدی پرفروش بودند و محبوبیت پیدا کردند که یک فیلم سینمایی و دو سریال تلویزیونی از روی آن‌ها (سی سال بعد) ساخته شدند. هربرت در این داستان‌ها به شخصیتی می‌پردازد که «مهدی» نام دارد و جهان را از تباهی و فساد نجات می‌دهد. مفاهیم و داستان‌های این مجموعه برداشت مستقیمی از تاریخ اسلام و مهدویت می‌باشد.

## مهدی در عرفان و اشعار ایرانی
حافظ » غزلیات » غزل شمارهٔ ۲۴۲
| کجاست صوفیِ دَجّالِ فِعلِ مُلحِدشکل |  | بگو بسوز، که مهدیِّ دین پناه رسید |

مولانا » مثنوی معنوی » دفتر دوم
| پس امام حی قایم آن ولیست     |  | خواه از نسل عُمَر خواه از عَلیست |
| مهدی و هادی ویست ای راه‌جو    |  | هم نهان و هم نشسته پیش رو     |
| او چو نورست و خرد جبریل اوست |  | وان ولیِ کم از او، قندیل اوست  |

عطار » منطق‌الطیر 
| هر دو عالم بستهٔ فتراک او  |  | عرش و کرسی قبله کرده خاک او |
| پیشوای این جهان و آن جهان |  | مقتدای آشکارا و نهان        |
| مهترین و بهترین انبیا     |  | رهنمای اصفیا و اولیا        |
| مهدی اسلام و هادی سبل     |  | مفتی غیب و امام جز و کل     |

شاه نعمت‌الله ولی » قصاید 
| چون به برج خویش آیند این زمان آن هفت شاه(سیاره) |  | آشکارا گردد آن مهدی که هادی ما بود |

## مطالعهٔ بیشتر
کتاب‌های نویسندگان شیعی
- غلامحسین تاجری‌نسب (۱۳۸۷)، فرجام‌شناسی حیات انسان (ریشه و پیشینه و اساس دینی مهدویت)، تهران: مرکز فرهنگی انتشاراتی منیر
- سید ثامر هاشم العمیدی (۱۳۸۶)، مهدی منتظر در اندیشه اسلامی، ترجمهٔ محمدباقر محبوب‌القلوب، انتشارات مسجد مقدس جمکران
- حسن طاهری‌پور (۱۳۷۹)، مهدی منتظر از دیدگاه اهل سنت، تهران: نشر منیر
- هادی خسروشاهی (۱۳۷۴)، مصلح جهانی و مهدی موعود از دیدگاه اهل سنت، تهران: نشر اطلاعات